# Máguez
Máguez est un hameau de l'île de Lanzarote dans l'archipel des îles Canaries. Il fait partie de la commune de Haría.

## Situation
Máguez est situé dans la vallée entre les volcans La Corona et La Atalaya, le long de la route LZ-201.

## Patrimoine architectural
L'église de San Barbara (Iglesia de Santa Bárbara), au centre du village.

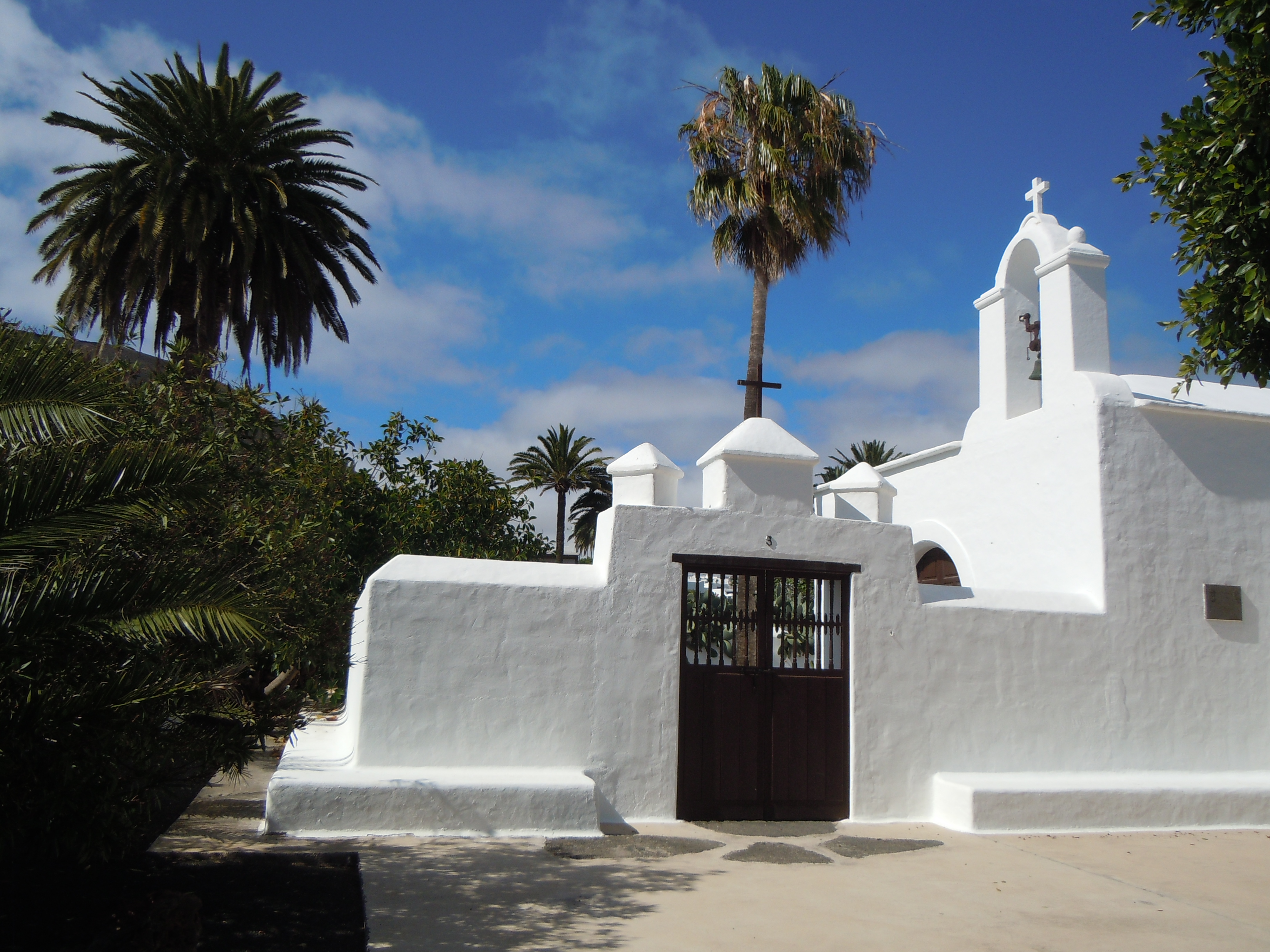
Iglesia de Santa Bárbara